# Bathygobius karachiensis
Bathygobius karachiensis är en fiskart som beskrevs av Hoda och Goren, 1990. Bathygobius karachiensis ingår i släktet Bathygobius och familjen smörbultsfiskar. Inga underarter finns listade.